# It’s Now or Never (песня)
| Оценки критиков | Оценки критиков |
| Источник        | Оценка          |
| --------------- | --------------- |
| AllMusic        | Без оценки      |

«It’s Now or Never» (с англ. — «Сейчас или никогда») — песня, которую Элвис Пресли записал и выпустил как сингл в 1960 году. Песня написана на мелодию неаполитанской песни «’O sole mio», написанной в 1898 году Эдуардо ди Капуа (музыка) и Джованни Капурро (слова). В США в 1960 году в журнале «Билборд» песня «It’s Now or Never» в исполнении Элвиса Пресли достигла 1 места в чарте Hot 100 (суммарный чарт синглов в разных жанрах поп-музыки, главный хит-парад этого журнала) и 7 места в чарте синглов в жанре ритм-н-блюза (теперь Hot R&B/Hip-Hop Songs).
Это второй сингл по количеству проданных экземпляров в карьере Элвиса Пресли и один из самых продаваемых синглов в истории (20 миллионов копий). Песня была номером 1 во многих странах мира. Также утверждают, что она убедила Барри Уайта начать музыкальную карьеру.
В 2016 году британская газета The Daily Telegraph включила песню «It’s Now or Never» в свой список 20 основных песен Элвиса Пресли (англ. Elvis Presley: 20 essential songs).

## История
«It’s Now or Never» ― одна из двух популярных песен, основанных на итальянской песне «’O sole mio» (музыка Эдуардо ди Капуа), другая ― «There’s No Tomorrow», записанная американским певцом Тони Мартином в 1949 году. Тексты песен были написаны Аароном Шредером и Уолли Голдом. Песня была выпущена компанией Элвиса Пресли Gladys Music, Inc.
В конце 1950-х годов, находясь на военной службе в Германии, Пресли услышал запись Мартина. Вероятно, как раз тогда он вдохновился на запись. Согласно газете The New York Times, которая процитировала книгу 1986 года «Behind the Hits», Пресли рассказал об этой идее своему музыкальному издателю Фредди Бьенстоку, который навещал его в Германии. Бьенсток вернулся в свой нью-йоркский офис, где нашел авторов песен, Аарона Шрёдера и Уолли Голда. Те написали текст всего за полчаса. Продав более 20 миллионов пластинок, песня стала номером один в разных странах мира и самым продаваемым синглом Пресли. Написали за полчаса песня стала самым крупным хитом в карьере Шрёдера и Голда.

## В массовой культуре
Инструментальная версия используется в сцене из фильма Масахиро Синоды «Бледный цветок» 1964 года. Песня также прозвучала в фильме «Поспешишь — людей насмешишь».

## Чарты и сертификации
| Чарт(1960-61)                   | Наив. поз. |
| ------------------------------- | ---------- |
| Австралия (Kent Music Report)   | 1          |
| Бельгия/Фландрия (Ultratop 50)  | 1          |
| Германия (Der Musikmarkt)       | 2          |
| Нидерланды (Single Top 100)     | 1          |
| Норвегия (VG-lista)             | 1          |
| Великобритания (OCC UK Singles) | 1          |
| США (Billboard Hot 100)         | 1          |
| США (Billboard Hot R&B Sides)   | 7          |
| США (Cash Box)                  | 1          |

| Чарт (1977)                     | Наив. поз. |
| ------------------------------- | ---------- |
| Великобритания (OCC UK Singles) | 39         |

| Чарт (2005)                     | Наив. поз. |
| ------------------------------- | ---------- |
| Франция (SNEP)                  | 86         |
| Ирландия (IRMA)                 | 6          |
| Нидерланды (Single Top 100)     | 58         |
| Швеция (Sverigetopplistan)      | 47         |
| Великобритания (OCC UK Singles) | 1          |

| Чарт (1960)             | Наив. поз. |
| ----------------------- | ---------- |
| США (Billboard Hot 100) | 7          |
| США (Cash Box)          | 2          |

| Регион                                                                      | Сертификация | Продажи   |
| --------------------------------------------------------------------------- | ------------ | --------- |
| Финляндия                                                                   | —            | 31,000    |
| Германия (BVMI)                                                             | Золотой      | 1,000,000 |
| Нидерланды                                                                  | —            | 160,000   |
| Норвегия (IFPI Norway)                                                      | Серебряный   | 25,000    |
| Швеция                                                                      | —            | 100,000   |
| Великобритания (BPI) · Physical sales                                       | Золотой      | 1,300,000 |
| Великобритания (BPI) · Digital sales since 2004                             | Серебряный   | 200 000   |
| США (RIAA)                                                                  | Платиновый   | 5,000,000 |
| Итого                                                                       |              |           |
| Belgium, Holland & Luxembourg                                               | —            | 200,000   |
| Данные о продажах + прослушиваниях приведены только на основе сертификации. |              |           |

## Версия Джона Шнайдера

### Чарты
| Чарт (1981)                                   | Наив. поз. |
| --------------------------------------------- | ---------- |
| Канада (RPM Country Tracks)                   | 7          |
| Канада (RPM Adult Contemporary Tracks)        | 5          |
| США (Billboard Hot 100)                       | 14         |
| США (Billboard Hot Country Singles)           | 4          |
| США (Billboard Hot Adult Contemporary Tracks) | 5          |